# アディノテリウム
アディノテリウム (Adinotherium) は、新生代新第三紀中新世初期から中期にかけての約2,400万 - 約1,500万年前の南アメリカ大陸に生息していた草食動物で、絶滅した哺乳類の属。南蹄目 - トクソドン科に属する。南アメリカで進化した独特の有蹄動物（午蹄中目）である。アルゼンチンから化石が出土。

## 概要
体長約1.5m。中新世の南蹄目としては比較的小型であった。頭骨はウマの様に前後に長い。また額には角状の小さな突起が存在した。この突起はその大きさから捕食者の攻撃から身を守るのには適しておらず、専ら同族間の儀礼的闘争及びディスプレイに用いられたと推定されている。四肢に比して胴が長いものの比較的細身であり、おそらく動きは俊敏であったと推定されている。敵に追われた際は、角による防御ではなく逃走を選んだとされる。
歯冠の高い歯を持っていた。
生息域は水辺であったと推定される。

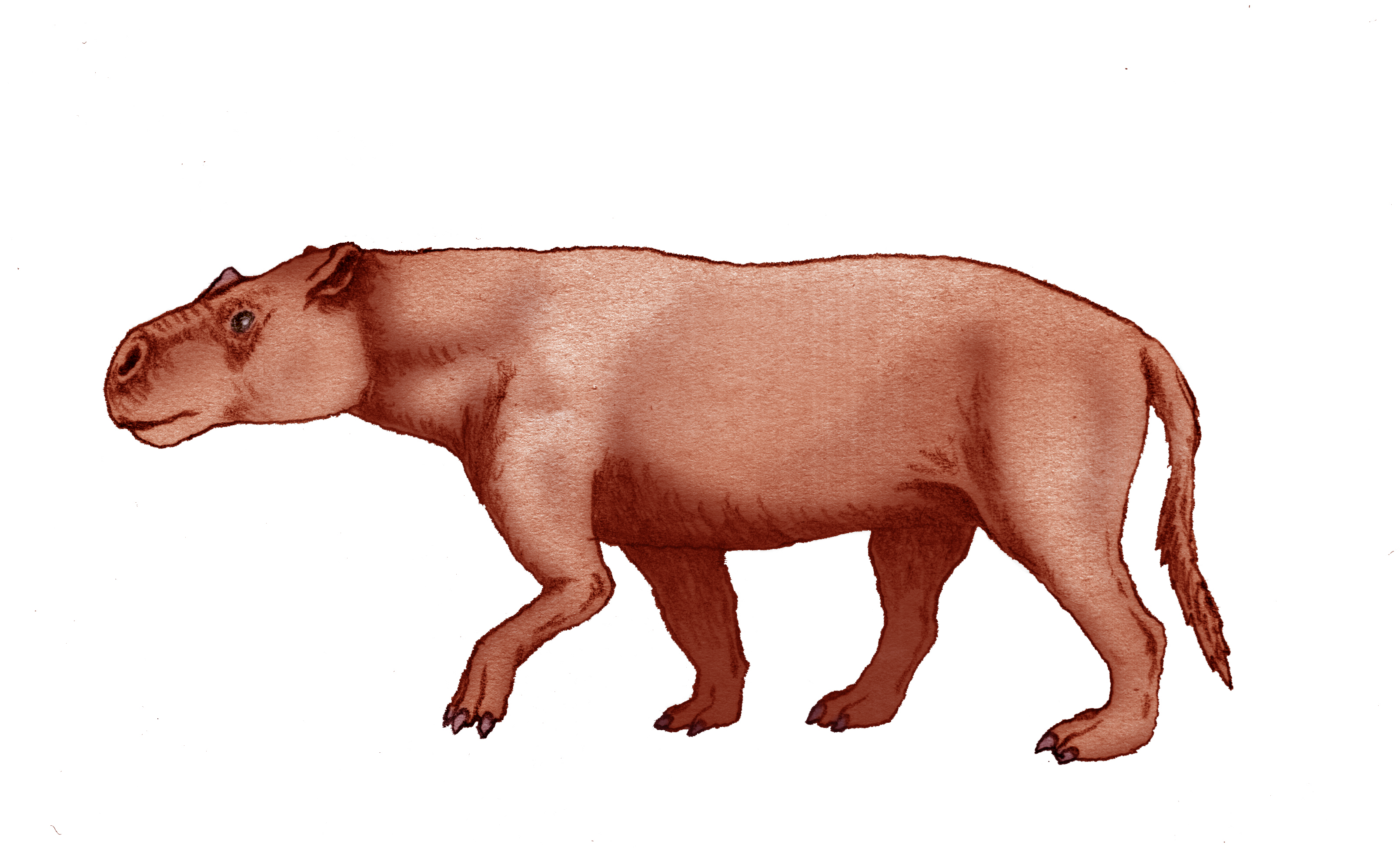
想像図